# Comunele Cehiei (N)
Aceasta este o listă a comunelor din Republica Cehă care încep cu litera N.
Această listă este generată cu date din Wikidata și este actualizată periodic de un robot.
 Editările făcute în listă vor fi șterse la următoarea actualizare!
| #   | Comună                            | Populație | Suprafață (km2) | District                       |
| --- | --------------------------------- | --------- | --------------- | ------------------------------ |
| 1   | Nový Jičín                        | 23.005    | 36,52           | districtul Nový Jičín          |
| 2   | Náchod                            | 19.827    | 33,34           | districtul Náchod              |
| 3   | Neratovice                        | 16.360    | 20              | districtul Mělník              |
| 4   | Nymburk                           | 15.642    | 20,59           | districtul Nymburk             |
| 5   | Nový Bor                          | 11.318    | 19,44           | districtul Česká Lípa          |
| 6   | Nové Město na Moravě              | 9.834     | 61,13           | districtul Žďár nad Sázavou    |
| 7   | Nové Město nad Metují             | 9.181     | 23,13           | districtul Náchod              |
| 8   | Nová Paka                         | 8.979     | 28,68           | districtul Jičín               |
| 9   | Nejdek                            | 7.733     | 52,27           | districtul Karlovy Vary        |
| 10  | Nový Bydžov                       | 7.224     | 35,27           | districtul Hradec Králové      |
| 11  | Napajedla                         | 7.043     | 19,83           | districtul Zlín                |
| 12  | Nýřany                            | 6.991     | 22,78           | districtul Plzeň-sever         |
| 13  | Nové Strašecí                     | 5.686     | 13,32           | districtul Rakovník            |
| 14  | Nýrsko                            | 5.011     | 31,54           | districtul Klatovy             |
| 15  | Náměšť nad Oslavou                | 4.767     | 18,63           | districtul Třebíč              |
| 16  | Nehvizdy                          | 4.404     | 9,83            | districtul Praha-východ        |
| 17  | Nová Role                         | 4.277     | 13,53           | districtul Karlovy Vary        |
| 18  | Návsí                             | 3.880     | 19,64           | districtul Frýdek-Místek       |
| 19  | Nové Město pod Smrkem             | 3.725     | 28,93           | districtul Liberec             |
| 20  | Nový Malín                        | 3.647     | 27,33           | districtul Šumperk             |
| 21  | Nepomuk                           | 3.562     | 12,78           | districtul Plzeň-jih           |
| 22  | Nivnice                           | 3.378     | 25,48           | districtul Uherské Hradiště    |
| 23  | Nová Bystřice                     | 3.199     | 81,8            | districtul Jindřichův Hradec   |
| 24  | Neveklov                          | 2.764     | 54,46           | districtul Benešov             |
| 25  | Nové Sedlo                        | 2.527     | 16,98           | districtul Sokolov             |
| 26  | Nechanice                         | 2.508     | 27,99           | districtul Hradec Králové      |
| 27  | Nový Hrozenkov                    | 2.478     | 43,43           | districtul Vsetín              |
| 28  | Nové Hrady                        | 2.469     | 79,75           | districtul České Budějovice    |
| 29  | Netolice                          | 2.467     | 26,35           | districtul Prachatice          |
| 30  | Nučice                            | 2.424     | 5,95            | districtul Praha-západ         |
| 31  | Nelahozeves                       | 2.213     | 9,95            | districtul Mělník              |
| 32  | Náměšť na Hané                    | 2.210     | 18,65           | districtul Olomouc             |
| 33  | Nová Včelnice                     | 2.176     | 10,1            | districtul Jindřichův Hradec   |
| 34  | Nový Knín                         | 2.154     | 29,62           | districtul Příbram             |
| 35  | Nižbor                            | 2.133     | 28,01           | districtul Beroun              |
| 36  | Novosedlice                       | 2.133     | 1,43            | districtul Teplice             |
| 37  | Nupaky                            | 2.121     | 3,18            | districtul Praha-východ        |
| 38  | Nýdek                             | 2.060     | 28,23           | districtul Frýdek-Místek       |
| 39  | Němčice nad Hanou                 | 1.918     | 12,06           | districtul Prostějov           |
| 40  | Nový Šaldorf-Sedlešovice          | 1.864     | 8,45            | districtul Znojmo              |
| 41  | Nasavrky                          | 1.693     | 12,57           | districtul Chrudim             |
| 42  | Nedakonice                        | 1.636     | 8,39            | districtul Uherské Hradiště    |
| 43  | Nová Ves pod Pleší                | 1.562     | 11,03           | districtul Příbram             |
| 44  | Nová Ves                          | 1.548     | 1,96            | districtul Praha-východ        |
| 45  | Náklo                             | 1.497     | 11,46           | districtul Olomouc             |
| 46  | Nezamyslice                       | 1.490     | 7,35            | districtul Prostějov           |
| 47  | Nezvěstice                        | 1.464     | 6,44            | districtul Plzeň-město         |
| 48  | Nosislav                          | 1.379     | 17,06           | districtul Brno-venkov         |
| 49  | Nová Ves I                        | 1.374     | 10,31           | districtul Kolín               |
| 50  | Novosedly                         | 1.371     | 16,74           | districtul Břeclav             |
| 51  | Nedašov                           | 1.358     | 12,41           | districtul Zlín                |
| 52  | Nové Veselí                       | 1.356     | 9,53            | districtul Žďár nad Sázavou    |
| 53  | Nedvědice                         | 1.277     | 6,54            | districtul Brno-venkov         |
| 54  | Netvořice                         | 1.191     | 17,88           | districtul Benešov             |
| 55  | Nová Cerekev                      | 1.177     | 35,18           | districtul Pelhřimov           |
| 56  | Nalžovské Hory                    | 1.152     | 51,29           | districtul Klatovy             |
| 57  | Nesovice                          | 1.121     | 10,27           | districtul Vyškov              |
| 58  | Načeradec                         | 1.118     | 48,45           | districtul Benešov             |
| 59  | Nová Ves                          | 1.034     | 10,12           | districtul Mělník              |
| 60  | Němčice                           | 1.031     | 13,17           | districtul Svitavy             |
| 61  | Nošovice                          | 1.020     | 6,47            | districtul Frýdek-Místek       |
| 62  | Neslovice                         | 999       | 5,82            | districtul Brno-venkov         |
| 63  | Nepolisy                          | 997       | 13,54           | districtul Hradec Králové      |
| 64  | Nový Rychnov                      | 983       | 31              | districtul Pelhřimov           |
| 65  | Nekoř                             | 980       | 10,95           | districtul Ústí nad Orlicí     |
| 66  | Nové Bránice                      | 967       | 6,23            | districtul Brno-venkov         |
| 67  | Nížkov                            | 964       | 18,33           | districtul Žďár nad Sázavou    |
| 68  | Nová Ves                          | 945       | 12,34           | districtul Liberec             |
| 69  | Neplachovice                      | 939       | 5,73            | districtul Opava               |
| 70  | Nové Syrovice                     | 921       | 21,66           | districtul Třebíč              |
| 71  | Nové Dvory                        | 907       | 9,02            | districtul Kutná Hora          |
| 72  | Nová Ves nad Nisou                | 906       | 4,71            | districtul Jablonec nad Nisou  |
| 73  | Nový Hrádek                       | 887       | 11,4            | districtul Náchod              |
| 74  | Nemojany                          | 875       | 6,01            | districtul Vyškov              |
| 75  | Nová Říše                         | 871       | 7,85            | districtul Jihlava             |
| 76  | Nebovidy                          | 871       | 4,5             | districtul Brno-venkov         |
| 77  | Němčice                           | 854       | 2,55            | districtul Pardubice           |
| 78  | Násedlovice                       | 845       | 13,08 13,06     | districtul Hodonín             |
| 79  | Nová Ves                          | 843       | 11,6            | districtul Brno-venkov         |
| 80  | Nemojov                           | 834       | 8,14            | districtul Trutnov             |
| 81  | Nový Oldřichov                    | 816       | 3,77            | districtul Česká Lípa          |
| 82  | Němčany                           | 811       | 7               | districtul Vyškov              |
| 83  | Nespeky                           | 808       | 4,96            | districtul Benešov             |
| 84  | Nikolčice                         | 802       | 16,07           | districtul Břeclav             |
| 85  | Nížkovice                         | 797       | 7,03            | districtul Vyškov              |
| 86  | Nedachlebice                      | 784       | 11,62           | districtul Uherské Hradiště    |
| 87  | Nečín                             | 779       | 26,23           | districtul Příbram             |
| 88  | Nebovidy                          | 776       | 4,76            | districtul Kolín               |
| 89  | Nová Ves                          | 773       | 5,86            | districtul České Budějovice    |
| 90  | Němčičky                          | 755       | 7,74            | districtul Břeclav             |
| 91  | Nová Hradečná                     | 751       | 11,4            | districtul Olomouc             |
| 92  | Nový Jáchymov                     | 749       | 4,97            | districtul Beroun              |
| 93  | Nadějkov                          | 728       | 24,08           | districtul Tábor               |
| 94  | Neurazy                           | 717       | 25,85           | districtul Plzeň-jih           |
| 95  | Nezdenice                         | 706       | 8,35            | districtul Uherské Hradiště    |
| 96  | Novosedly nad Nežárkou            | 691       | 44,72           | districtul Jindřichův Hradec   |
| 97  | Návojná                           | 685       | 8               | districtul Zlín                |
| 98  | Nová Ves nad Popelkou             | 679       | 12,14           | districtul Semily              |
| 99  | Nemile                            | 679       | 5,53            | districtul Šumperk             |
| 100 | Nedašova Lhota                    | 675       | 9,33            | districtul Zlín                |
| 101 | Nová Ves u Nového Města na Moravě | 675       | 6,33            | districtul Žďár nad Sázavou    |
| 102 | Načešice                          | 671       | 9,04            | districtul Chrudim             |
| 103 | Nechvalice                        | 660       | 24,61           | districtul Příbram             |
| 104 | Nečtiny                           | 636       | 52,5            | districtul Plzeň-sever         |
| 105 | Nebahovy                          | 630       | 16,28           | districtul Prachatice          |
| 106 | Nová Lhota                        | 628       | 25,89           | districtul Hodonín             |
| 107 | Nalžovice                         | 622       | 15,63           | districtul Příbram             |
| 108 | Nahořany                          | 619       | 14,16           | districtul Náchod              |
| 109 | Neumětely                         | 600       | 9,37            | districtul Beroun              |
| 110 | Nové Sedlo                        | 588       | 22,05           | districtul Louny               |
| 111 | Neustupov                         | 557       | 28,69           | districtul Benešov             |
| 112 | Nová Ves u Chotěboře              | 555       | 12,42           | districtul Havlíčkův Brod      |
| 113 | Nová Ves u Světlé                 | 552       | 7,59            | districtul Havlíčkův Brod      |
| 114 | Nekmíř                            | 551       | 9,85            | districtul Plzeň-sever         |
| 115 | Nový Kostel                       | 543       | 43,68           | districtul Cheb                |
| 116 | Nový Vestec                       | 517       | 3,14            | districtul Praha-východ        |
| 117 | Nové Sedlice                      | 501       | 1,58            | districtul Opava               |
| 118 | Nová Ves v Horách                 | 488       | 26,24           | districtul Most                |
| 119 | Nenkovice                         | 473       | 6,54            | districtul Hodonín             |
| 120 | Nedrahovice                       | 469       | 16,44           | districtul Příbram             |
| 121 | Němčice                           | 466       | 7,39            | districtul Blansko             |
| 122 | Nesuchyně                         | 461       | 10,64           | districtul Rakovník            |
| 123 | Netřebice                         | 460       | 13,36           | districtul Český Krumlov       |
| 124 | Neubuz                            | 448       | 5,4 5,39        | districtul Zlín                |
| 125 | Neuměřice                         | 445       | 5,66            | districtul Kladno              |
| 126 | Nová Pec                          | 443       | 66,37           | districtul Prachatice          |
| 127 | Nová Dědina                       | 436       | 7,57            | districtul Kroměříž            |
| 128 | Nepomyšl                          | 435       | 28,23           | districtul Louny               |
| 129 | Nemotice                          | 428       | 3,68            | districtul Vyškov              |
| 130 | Nevojice                          | 422       | 10,61           | districtul Vyškov              |
| 131 | Nepřevázka                        | 422       | 6,04            | districtul Mladá Boleslav      |
| 132 | Nové Město                        | 415       | 7,94            | districtul Hradec Králové      |
| 133 | Nebužely                          | 414       | 8,61            | districtul Mělník              |
| 134 | Nová Ves                          | 407       | 9,94            | districtul Český Krumlov       |
| 135 | Němčice                           | 399       | 7,17            | districtul Kolín               |
| 136 | Nučice                            | 389       | 4,98            | districtul Praha-východ        |
| 137 | Nebílovy                          | 385       | 5,26            | districtul Plzeň-jih           |
| 138 | Němčice                           | 383       | 2,91            | districtul Kroměříž            |
| 139 | Nové Dvory                        | 381       | 7,23            | districtul Litoměřice          |
| 140 | Nedabyle                          | 378       | 2,38            | districtul České Budějovice    |
| 141 | Netín                             | 376       | 7,8             | districtul Žďár nad Sázavou    |
| 142 | Nedomice                          | 374       | 3,23            | districtul Mělník              |
| 143 | Neděliště                         | 373       | 5,84            | districtul Hradec Králové      |
| 144 | Neplachov                         | 367       | 10,88           | districtul České Budějovice    |
| 145 | Nový Přerov                       | 367       | 6,14            | districtul Břeclav             |
| 146 | Nový Ples                         | 362       | 7,12            | districtul Náchod              |
| 147 | Nové Mitrovice                    | 359       | 20,91           | districtul Plzeň-jih           |
| 148 | Nová Ves nad Lužnicí              | 352       | 23,82           | districtul Jindřichův Hradec   |
| 149 | Nárameč                           | 352       | 7,86            | districtul Třebíč              |
| 150 | Nemyčeves                         | 348       | 4,97            | districtul Jičín               |
| 151 | Nové Hamry                        | 347       | 25,11           | districtul Karlovy Vary        |
| 152 | Němčičky                          | 343       | 4,58            | districtul Brno-venkov         |
| 153 | Nechvalín                         | 342       | 4,25            | districtul Hodonín             |
| 154 | Novosedly                         | 338       | 8,43            | districtul Strakonice          |
| 155 | Nezdice na Šumavě                 | 337       | 17,44           | districtul Klatovy             |
| 156 | Nové Heřminovy                    | 337       | 11,03           | districtul Bruntál             |
| 157 | Nesvačilka                        | 332       | 2,7             | districtul Brno-venkov         |
| 158 | Niva                              | 329       | 13,39           | districtul Prostějov           |
| 159 | Nové Dvory                        | 328       | 5,52            | districtul Žďár nad Sázavou    |
| 160 | Nemochovice                       | 325       | 10,59           | districtul Vyškov              |
| 161 | Nebanice                          | 325       | 9,39            | districtul Cheb                |
| 162 | Nová Ves u Chýnova                | 325       | 6,62            | districtul Tábor               |
| 163 | Nenačovice                        | 324       | 3,98            | districtul Beroun              |
| 164 | Nemyšl                            | 319       | 14,2            | districtul Tábor               |
| 165 | Noviny pod Ralskem                | 312       | 10,17           | districtul Česká Lípa          |
| 166 | Nové Hrady                        | 311       | 6,73            | districtul Ústí nad Orlicí     |
| 167 | Nihošovice                        | 310       | 8,94            | districtul Strakonice          |
| 168 | Niměřice                          | 310       | 4,26            | districtul Mladá Boleslav      |
| 169 | Nová Ves u Bakova                 | 302       | 3,66            | districtul Mladá Boleslav      |
| 170 | Nová Ves                          | 299       | 4               | districtul Plzeň-jih           |
| 171 | Nová Telib                        | 298       | 3,37            | districtul Mladá Boleslav      |
| 172 | Nižní Lhoty                       | 294       | 3,79            | districtul Frýdek-Místek       |
| 173 | Nevřeň                            | 293       | 6,33            | districtul Plzeň-sever         |
| 174 | Nemanice                          | 285       | 38,38           | districtul Domažlice           |
| 175 | Nezabylice                        | 282       | 6,69            | districtul Chomutov            |
| 176 | Nové Dvory                        | 280       | 8,39            | districtul Příbram             |
| 177 | Narysov                           | 274       | 3,58            | districtul Příbram             |
| 178 | Nezbavětice                       | 265       | 4,75            | districtul Plzeň-město         |
| 179 | Nová Ves                          | 263       | 4,35            | districtul Třebíč              |
| 180 | Nová Sídla                        | 263       | 2,95            | districtul Svitavy             |
| 181 | Níhov                             | 262       | 4,95 4,94       | districtul Brno-venkov         |
| 182 | Nišovice                          | 252       | 6,25            | districtul Strakonice          |
| 183 | Netřebice                         | 252       | 5,6 5,59        | districtul Nymburk             |
| 184 | Nové Sady                         | 252       | 3,66            | districtul Žďár nad Sázavou    |
| 185 | Norberčany                        | 251       | 22,36           | districtul Olomouc             |
| 186 | Nová Ves                          | 244       | 8,42            | districtul Rychnov nad Kněžnou |
| 187 | Nepomuk                           | 233       | 20,13 20,09     | districtul Příbram             |
| 188 | Nový Poddvorov                    | 233       | 2,97            | districtul Hodonín             |
| 189 | Nítkovice                         | 232       | 9,13            | districtul Kroměříž            |
| 190 | Nový Kramolín                     | 228       | 9,19            | districtul Domažlice           |
| 191 | Nákří                             | 226       | 6,69            | districtul České Budějovice    |
| 192 | Nevcehle                          | 224       | 7,84 7,83       | districtul Jihlava             |
| 193 | Nýrov                             | 216       | 9,17            | districtul Blansko             |
| 194 | Nepoměřice                        | 215       | 7,21            | districtul Kutná Hora          |
| 195 | Netunice                          | 214       | 5,05 5,04       | districtul Plzeň-jih           |
| 196 | Nezdice                           | 211       | 6,37            | districtul Plzeň-jih           |
| 197 | Nová Ves                          | 206       | 26,96           | districtul Sokolov             |
| 198 | Našiměřice                        | 201       | 6,02            | districtul Znojmo              |
| 199 | Nezamyslice                       | 199       | 7,09            | districtul Klatovy             |
| 200 | Nevolice                          | 199       | 2,56            | districtul Domažlice           |
| 201 | Nevratice                         | 198       | 3,25            | districtul Jičín               |
| 202 | Nová Ves u Mladé Vožice           | 197       | 11,74           | districtul Tábor               |
| 203 | Nekvasovy                         | 196       | 6,04            | districtul Plzeň-jih           |
| 204 | Němčovice                         | 195       | 11,01           | districtul Rokycany            |
| 205 | Nelešovice                        | 194       | 3,16            | districtul Přerov              |
| 206 | Němčice                           | 191       | 2,92            | districtul Mladá Boleslav      |
| 207 | Nadějov                           | 188       | 6,17            | districtul Jihlava             |
| 208 | Nedvězí                           | 188       | 5,77            | districtul Svitavy             |
| 209 | Nevid                             | 188       | 4,89            | districtul Rokycany            |
| 210 | Nové Lublice                      | 183       | 6,87            | districtul Opava               |
| 211 | Němčice                           | 180       | 4,15            | districtul Prachatice          |
| 212 | Nosálov                           | 179       | 11,1            | districtul Mělník              |
| 213 | Nový Dům                          | 178       | 6,29            | districtul Rakovník            |
| 214 | Nebřehovice                       | 176       | 5,19            | districtul Strakonice          |
| 215 | Nesvačily                         | 176       | 2,74            | districtul Beroun              |
| 216 | Nyklovice                         | 175       | 3,32            | districtul Žďár nad Sázavou    |
| 217 | Neratov                           | 171       | 4,04            | districtul Pardubice           |
| 218 | Nemyslovice                       | 166       | 5,03 5,02       | districtul Mladá Boleslav      |
| 219 | Naloučany                         | 162       | 5,41            | districtul Třebíč              |
| 220 | Nahošovice                        | 161       | 2,93            | districtul Přerov              |
| 221 | Neprobylice                       | 159       | 3,44            | districtul Kladno              |
| 222 | Nová Ves                          | 157       | 4,15            | districtul Žďár nad Sázavou    |
| 223 | Neuměř                            | 155       | 4,65            | districtul Plzeň-jih           |
| 224 | Nová Ves                          | 149       | 4,66            | districtul Domažlice           |
| 225 | Nasavrky                          | 143       | 1,33            | districtul Ústí nad Orlicí     |
| 226 | Nevězice                          | 134       | 9,86            | districtul Písek               |
| 227 | Němčice                           | 134       | 8,93            | districtul Domažlice           |
| 228 | Nadryby                           | 130       | 4,49            | districtul Plzeň-sever         |
| 229 | Nabočany                          | 128       | 3,17            | districtul Chrudim             |
| 230 | Němětice                          | 125       | 3,69            | districtul Strakonice          |
| 231 | Nová Olešná                       | 123       | 7,23            | districtul Jindřichův Hradec   |
| 232 | Nová Ves                          | 122       | 6,12            | districtul Louny               |
| 233 | Nová Buková                       | 121       | 5,16            | districtul Pelhřimov           |
| 234 | Nová Ves u Leštiny                | 120       | 5,13            | districtul Havlíčkův Brod      |
| 235 | Němčice                           | 109       | 2,75            | districtul Strakonice          |
| 236 | Nezdřev                           | 106       | 3,13            | districtul Plzeň-jih           |
| 237 | Nová Ves                          | 105       | 8,52            | districtul Strakonice          |
| 238 | Nerestce                          | 105       | 4,68            | districtul Písek               |
| 239 | Nové Sady                         | 102       | 2,44            | districtul Vyškov              |
| 240 | Nové Hutě                         | 100       | 23,24           | districtul Prachatice          |
| 241 | Nový Telečkov                     | 99        | 3,68            | districtul Třebíč              |
| 242 | Nejepín                           | 96        | 3,79            | districtul Havlíčkův Brod      |
| 243 | Nasavrky                          | 92        | 1,46            | districtul Tábor               |
| 244 | Nezabudice                        | 90        | 7,18            | districtul Rakovník            |
| 245 | Němčičky                          | 88        | 4,95            | districtul Znojmo              |
| 246 | Nehodiv                           | 86        | 3,95            | districtul Klatovy             |
| 247 | Nicov                             | 85        | 13,77           | districtul Prachatice          |
| 248 | Neveklovice                       | 77        | 3,51            | districtul Mladá Boleslav      |
| 249 | Nelepeč-Žernůvka                  | 74        | 3,93            | districtul Brno-venkov         |
| 250 | Nový Dvůr                         | 71        | 2,47            | districtul Nymburk             |
| 251 | Nová Ves u Jarošova               | 66        | 2,38            | districtul Svitavy             |
| 252 | Nová Pláň                         | 66        | 1,72            | districtul Bruntál             |
| 253 | Nový Jimramov                     | 61        | 4,25            | districtul Žďár nad Sázavou    |
| 254 | Nestrašovice                      | 58        | 2,96            | districtul Příbram             |
| 255 | Nimpšov                           | 57        | 0,98            | districtul Třebíč              |